# 麥覺理河 (新南威爾斯州)

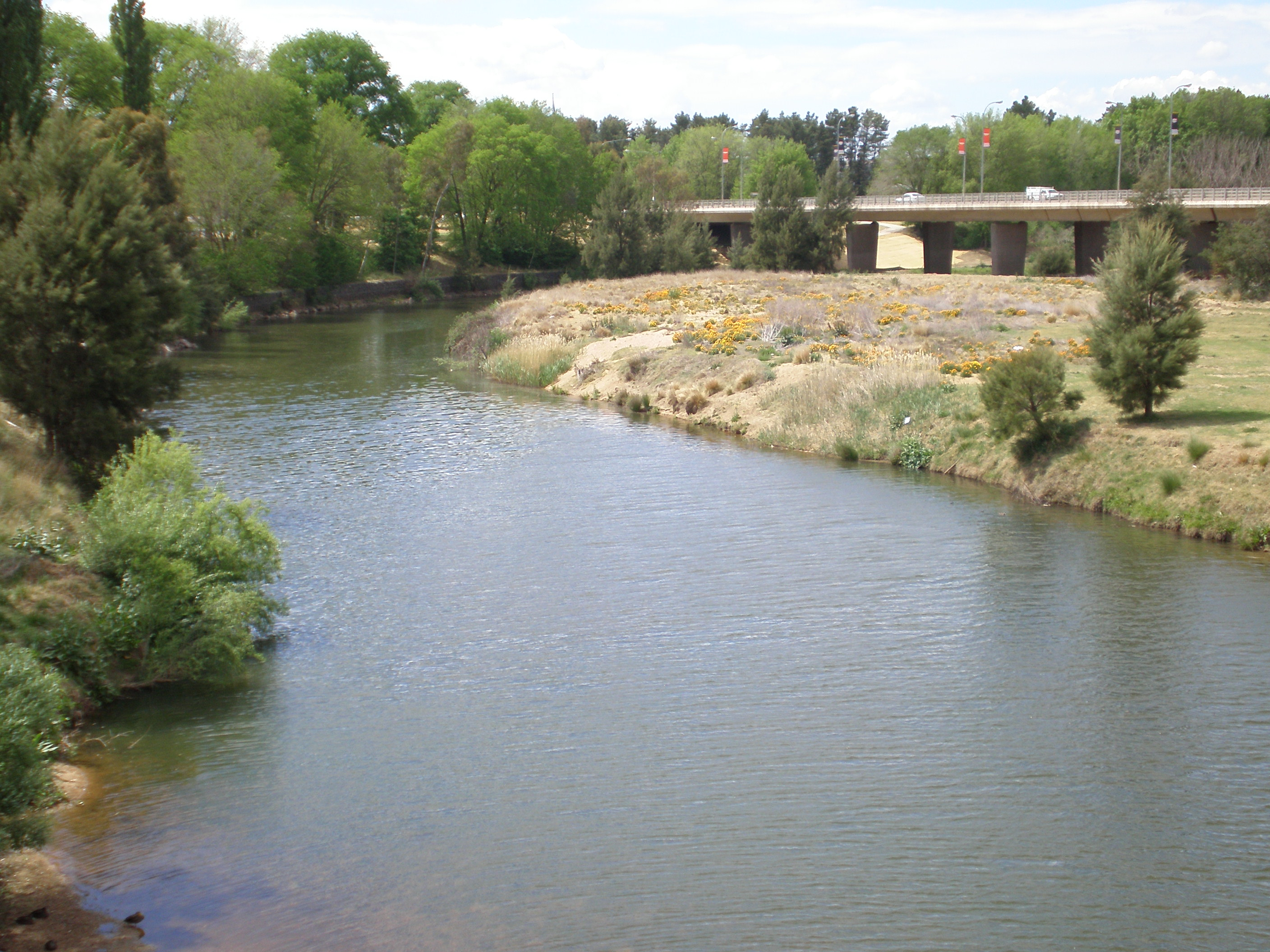
麥覺理河

麥覺理河（英語：Macquarie River），又譯麥考利河，是一條澳大利亞新南威爾斯州內的內陸河流。河的源頭在州內中部的高原上，靠近奧勃倫鎮，自西北沿途經過巴瑟斯特、魏靈頓、德寶市和沃崙至麥覺理沼澤地與巴旺河於布倫東水壩匯聚水資源。
布倫東水壩除了匯合麥覺理河與支流－卡奇工河的水源之外，亦發揮著防洪與農田灌溉的功能。1813年，歐洲人發現這條河以後，根據了後來就任新南威爾斯州總督的拉克倫·麥覺理之名來為它命名。麥覺理河是達令河的支流。
1998年，麥覺理河發生水患，影響到當年棉花與蔬果的收成。